# Египетские апартаменты
Египетские апартаменты (тур. Mısır Apartmanı) — историческое здание, расположенное на проспекте Истикляль в районе Бейоглу (Стамбул, Турция). В разное время в этом доме проживали выдающиеся люди, в том числе Мехмет Акиф Эрсой, Лаззаро Франко, Су Байкал и Хюсаметтин Джиндорук. Египетские апартаменты — один из ярчайших образцов архитектуры стиля модерн в Стамбуле. Дом пользовался популярностью среди представителей высшего общества города.

## История

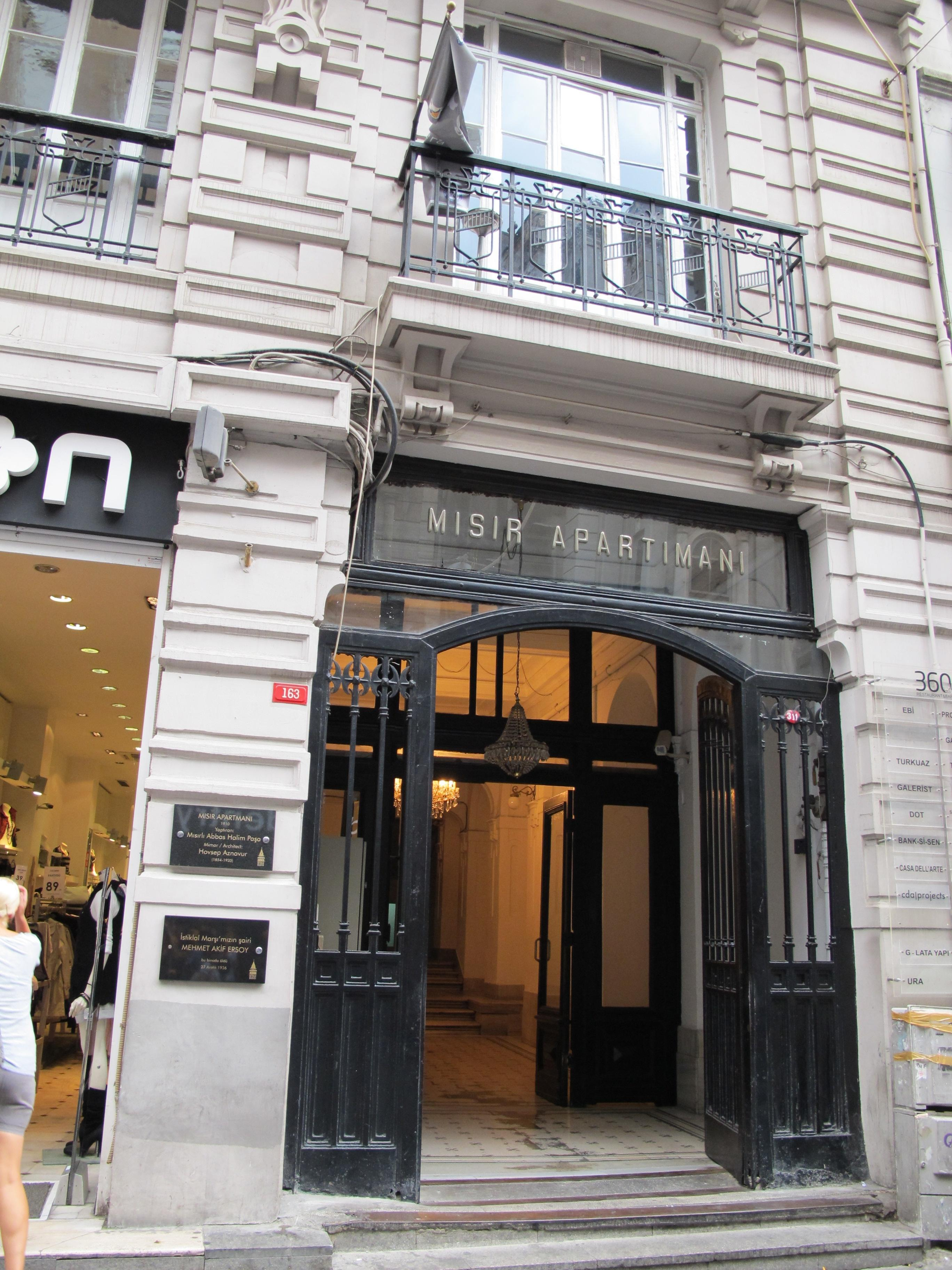
Вход в Египетские апартаменты

Квартира была построена в 1910 году османским архитектором армянского происхождения Ховсепом Азнавуром по заказу египетского хедива Аббаса II Хильми. Она возводилась как зимняя резиденция Аббаса II и служила ему и его семье в этом качестве на протяжении долгих лет.
Ныне в Египетских апартаментах располагается художественная галерея, где проходит множество мероприятий и выставок, связанных с миром искусства.

## Известные жильцы и владельцы
- Аббас II Хильми — египетский хедив
- Мехмет Акиф Эрсой — автор слов государственного гимна Турции. Он умер в квартире в Египетских апартаментах в воскресенье, 27 декабря 1936 года[3]
- Аршак Сюренян — зубной врач у Мустафы Кемаля Ататюрка[3][8], дед Фарука Сурена[англ.], бизнесмена и бывшего президента турецкого спортивного клуба «Галатасарай»[8][9]
- Хюсаметтин Джиндорук[англ.] имел в здании свой офис[8]
- Джанан Яка — известный модельер[3]
- Лютфие Арыбал — известный дизайнер свадебных платьев[1]
- Митхат Джемаль Кунтай — писатель и поэт[3]
- Сами Гюнцберг — известный зубной врач[10]
- Ираида Барри — скульптор и писательница русского происхождения[11]